# Etiene Medeiros

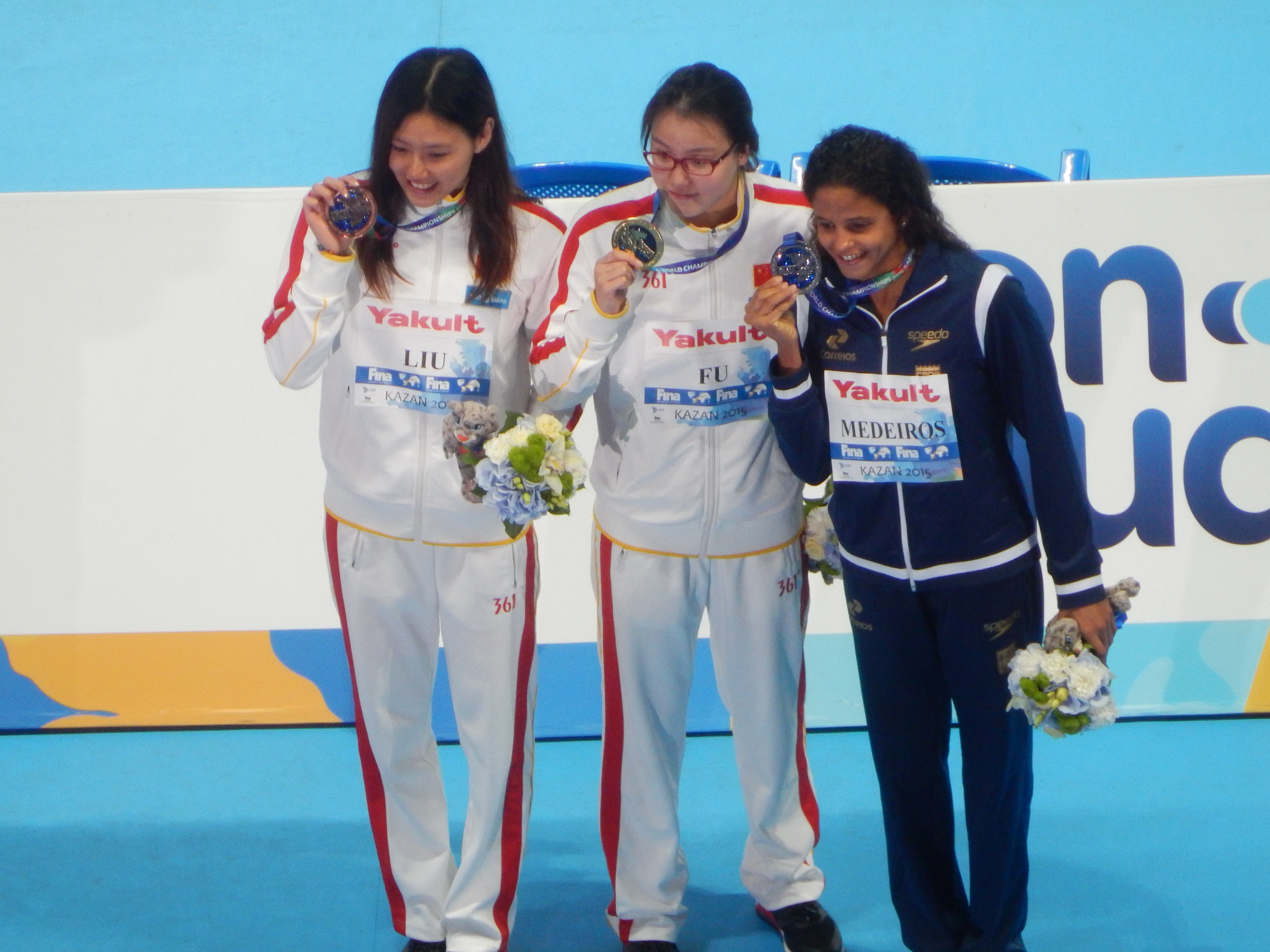
Medeiros samen met Liu Xiang (links) en Fu Yuanhui (midden) tijdens de prijsuitreiking van de 50m rugslag op de WK van 2015.

Etiene Pires de Medeiros (Recife, 24 mei 1991) is een Braziliaanse zwemster. Op de kortebaan (25-meter bad) is Medeiros in het bezit van het wereldrecord op de 50 meter rugslag.

## Carrière
Bij haar internationale debuut, op de wereldkampioenschappen zwemmen 2009 in Rome, strandde Medeiros in de series van de 50 meter rugslag.
Op de wereldkampioenschappen kortebaanzwemmen 2010 in Dubai werd de Braziliaanse uitgeschakeld in de series van zowel de 50 als de 100 meter rugslag.
Tijdens de wereldkampioenschappen zwemmen 2011 in Shanghai strandde Medeiros in de series van zowel de 50 als de 100 meter rugslag, samen met Carolina Mussi, Daynara de Paula en Tatiana Lemos Barbosa werd ze uitgeschakeld in de series van de 4x100 meter wisselslag. In Guadalajara nam de Braziliaanse deel aan de Pan-Amerikaanse Spelen 2011. Op dit toernooi eindigde ze als twaalfde op de 100 meter rugslag.
Op de wereldkampioenschappen kortebaanzwemmen 2012 in Istanboel strandde Medeiros in de halve finales van de 50 meter rugslag en in de series van de 100 meter rugslag.

### 2013-heden
Tijdens de wereldkampioenschappen zwemmen 2013 in Barcelona eindigde de Braziliaanse als vierde op de 50 meter rugslag, daarnaast werd ze uitgeschakeld in de series van de 100 meter rugslag. Op de 4x100 meter wisselslag strandde ze samen met Beatriz Travalhon, Daynara de Paula en Larissa Oliveira in de series.
In Gold Coast nam Medeiros deel aan de Pan-Pacifische kampioenschappen zwemmen 2014. Op dit toernooi eindigde ze als zesde op de 50 meter vrije slag, als zevende op de 100 meter vlinderslag en als elfde op de 100 meter rugslag. Samen met Graciele Herrmann, Daynara de Paula en Alessandra Marchioro eindigde ze als vijfde op de 4x100 meter vrije slag, op de 4x100 meter wisselslag eindigde ze samen met Ana Carla Carvalho, Daynara de Paula en Graciele Herrmann op de vijfde plaats. Op de wereldkampioenschappen kortebaanzwemmen 2014 in Doha veroverde de Braziliaanse, in een wereldrecordtijd van 25,67 seconden, de wereldtitel op de 50 meter rugslag, daarnaast eindigde ze als zevende op de 100 meter rugslag. Samen met Ana Carla Carvalho, Daynara de Paula en Larissa Oliveira eindigde ze als vijfde op de 4x50 meter wisselslag. Op de gemengde 4x50 meter wisselslag legde ze samen met Felipe França, Nicholas Santos en Larissa Oliveira beslag op de wereldtitel, samen met César Cielo, João de Lucca en Larissa Oliveira sleepte ze de bronzen medaille in de wacht op de gemengde 4x50 meter vrije slag.
Tijdens de Pan-Amerikaanse Spelen 2015 in Toronto veroverde Medeiros de gouden medaille op de 100 meter rugslag en de zilveren medaille op de 50 meter vrije slag. Op de 4x100 meter vrije slag legde ze samen met Larissa Oliveira, Graciele Herrmann en Daynara de Paula beslag op de bronzen medaille, samen met Jhennifer Conceiçao, Daynara de Paula en Larissa Oliveira sleepte ze de bronzen medaille in de wacht op de 4x100 meter wisselslag. In Kazan nam de Braziliaanse deel aan de wereldkampioenschappen zwemmen 2015. Op dit toernooi veroverde ze de zilveren medaille op de 50 meter rugslag, daarnaast werd ze uitgeschakeld in de halve finales van zowel de 50 meter vrije slag als de 100 meter rugslag. Op 4x100 meter vrije slag strandde ze samen met Larissa Oliveira, Graciele Herrmann en Daynara de Paula in de series, samen met Jhennifer Conceiçao, Daynara de Paula en Larissa Oliveira werd ze uitgeschakeld in de series van de 4x100 meter wisselslag.

## Internationale toernooien
| Jaar | Olympische Spelen | WK langebaan                                                                                       | WK kortebaan                                           | PanPacs                                                                                          | Pan-Ams                                                               |
| ---- | ----------------- | -------------------------------------------------------------------------------------------------- | ------------------------------------------------------ | ------------------------------------------------------------------------------------------------ | --------------------------------------------------------------------- |
| 2009 |                   | 21e 50m rugslag                                                                                    |                                                        |                                                                                                  |                                                                       |
| 2010 |                   | | 17e 50m rugslag 30e 100m rugslag                       | geen deelname                                                                                    |                                                                       |
| 2011 |                   | 25e 50m rugslag 43e 100m rugslag 17e 4x100m wisselslag                                             |                                                        |                                                                                                  | 12e 100m rugslag                                                      |
| 2012 | geen deelname     | | 10e 50m rugslag 28e 100m rugslag                       |                                                                                                  |                                                                       |
| 2013 |                   | 4e 50m rugslag 21e 100m rugslag 12e 4x100m wisselslag                                              |                                                        |                                                                                                  |                                                                       |
| 2014 |                   | | serie 50m vrije slag · 50m rugslag · 7e 100m rugslag · | 6e 50m vrije slag 11e 100m rugslag 7e 100m vlinderslag 5e 4x100m vrije slag 5e 4x100m wisselslag |                                                                       |
| 2015 |                   | 13e 50m vrije slag · 50m rugslag · 9e 100m rugslag · 11e 4x100m vrije slag · 14e 4x100m wisselslag |                                                        |                                                                                                  | 50m vrije slag · 100m rugslag · 4x100m vrije slag · 4x100m wisselslag |

## Persoonlijke records
Bijgewerkt tot en met 14 november 2015
Kortebaan
| Afstand        | Tijd     | Datum           | Plaats |
| -------------- | -------- | --------------- | ------ |
| 50m vrije slag | 24,56    | 6 december 2014 | Doha   |
| 50m rugslag    | WR 25,67 | 7 december 2014 | Doha   |
| 100m rugslag   | 57,13    | 3 december 2014 | Doha   |

Langebaan
| Afstand          | Tijd  | Datum            | Plaats      |
| ---------------- | ----- | ---------------- | ----------- |
| 50m vrije slag   | 24,55 | 17 juli 2015     | Toronto     |
| 100m vrije slag  | 55,87 | 14 november 2015 | Minneapolis |
| 50m rugslag      | 27,26 | 6 augustus 2015  | Kazan       |
| 100m rugslag     | 59,61 | 17 juli 2015     | Toronto     |
| 100m vlinderslag | 58,67 | 23 augustus 2014 | Gold Coast  |